# Okertal südlich Vienenburg
Das Okertal südlich Vienenburg ist ein Naturschutzgebiet im Gebiet der niedersächsischen Städte Goslar und Bad Harzburg im Landkreis Goslar.

## Allgemeines
Das Naturschutzgebiet mit dem Kennzeichen NSG BR 127 ist 205 Hektar groß. Es ist Bestandteil des EU-Vogelschutzgebietes „Okertal südlich Vienenburg“. Im Norden grenzt es an das Naturschutzgebiet „Okertal“, im Südwesten an das Naturschutzgebiet „Vienenburger Kiesteiche“. Das Gebiet steht seit dem 6. Dezember 2007 unter Naturschutz. Zuständige untere Naturschutzbehörde ist der Landkreis Goslar.

## Beschreibung
Das Naturschutzgebiet liegt südwestlich von Vienenburg. Es stellt wesentliche Teile des Okersteinfeldes im ehemaligen Überschwemmungs- und Geschiebeablagerungsbereich der Oker im Harzvorland unter Schutz. Das Okersteinfeld ist heute durch eine Vielzahl unterschiedlich großer und verschieden strukturierter Abbaugewässer geprägt, welche teilweise noch genutzt wurden. Der Flusslauf der Oker ist in diesem Bereich überwiegend kanalartig ausgebaut und weist lediglich im südlichen Bereich des Naturschutzgebietes auf einer Länge von etwa 850 Metern einen dynamischen und verzweigten Lauf mit Nebengerinnen und Flutmulden, Kies- und Schotterbänken und naturnahen Uferbereichen auf.
Die Abbaugewässer werden von offenen Wasserflächen und unterschiedlicher Uferausbildung charakterisiert. Teilweise sind Röhrichtbereiche und Verlandungszonen zu finden. An die Abbaugewässer grenzen Hochstauden- und Ruderalfluren an, stellenweise mit gehölzreichen Sukzessionsstadien.
Das Naturschutzgebiet bietet bedrohten Vogelarten, insbesondere wassergebundenen Brut- und Gastvogelarten, einen geeigneten Lebensraum, darunter den wertbestimmenden Vogelarten Mittelsäger und Eisvogel, welche beide als Brutvogel im Naturschutzgebiet vorkommen. Weiterhin kommen u. a. Haubentaucher, Zwergtaucher, Rohrweihe, Rotmilan, Schwarzmilan, Uhu, Neuntöter, Pirol und Nachtigall vor. Der naturnahe, südliche Flussabschnitt ist u. a. Lebensraum für Fischotter sowie verschiedene Insekten wie Libellen, Heuschrecken und Steinfliegen.
Ziel der Unterschutzstellung ist neben der Erhaltung der Lebensräume für bedrohte Tier- und Pflanzenarten auch die naturnahe Entwicklung des Gebietes, wozu auch die naturnähere Entwicklung des begradigten Flussabschnitts der Oker gehört.
Das Naturschutzgebiet grenzt nach Westen und Norden an die Bundesstraße 241, nach Osten streckenweise an die Landesstraße 518 und nach Süden an die Kreisstraße 25. Durch das Gebiet verlaufen mehrere Wege.